# Muldava, Plovdiv
Muldava (în bulgară Мулдава) este un sat în comuna Asenovgrad, regiunea Plovdiv,  Bulgaria. 

## Demografie
Componența etnică a satului Muldava
     Bulgari (13,45%)
     Turci (81,76%)
     Nicio identificare (4,77%)
     Altele (0%)
La recensământul din 2011, populația satului Muldava era de 1.360 locuitori. Din punct de vedere etnic, majoritatea locuitorilor (81,76%) erau turci, cu o minoritate de bulgari (13,45%). Pentru 4,77% din locuitori nu este cunoscută apartenența etnică.